# Beachsoccer-Ozeanienmeisterschaft
Die Beachsoccer-Ozeanienmeisterschaft (engl.: OFC Beach Soccer Championship) ist die kontinentale Beachsoccermeisterschaft Ozeaniens. Der Wettbewerb wird seit 2006 vom ozeanischen Fußballverband Oceania Football Confederation (OFC) organisiert. Die Meisterschaft fand zuletzt im Zwei-Jahres-Rhythmus statt und dient gleichzeitig als Qualifikationsturnier für die Beachsoccer-Weltmeisterschaft. 2005, 2008 und 2015 fanden keine Turniere statt. Der jeweilige Teilnehmer an der Weltmeisterschaft wurde vom Fußballverband Ozeaniens bestimmt.

## Die Turniere im Überblick
| Jahr         | Austragungsort                                               |                                                              | Finale                                                       | Finale                                                       | Finale                                                       |                                                              | Spiel um Platz drei                                          | Spiel um Platz drei                                          | Spiel um Platz drei                                          |
| Jahr         | Austragungsort                                               | Sieger                                                       | Ergebnis                                                     | 2. Platz                                                     | 3. Platz                                                     | Ergebnis                                                     | 4. Platz                                                     |                                                              |                                                              |
| ------------ | ------------------------------------------------------------ | ------------------------------------------------------------ | ------------------------------------------------------------ | ------------------------------------------------------------ | ------------------------------------------------------------ | ------------------------------------------------------------ | ------------------------------------------------------------ | ------------------------------------------------------------ | ------------------------------------------------------------ |
| 2005         | Australien wurde von der OFC zum WM-Teilnehmer bestimmt.     | Australien wurde von der OFC zum WM-Teilnehmer bestimmt.     | Australien wurde von der OFC zum WM-Teilnehmer bestimmt.     | Australien wurde von der OFC zum WM-Teilnehmer bestimmt.     | Australien wurde von der OFC zum WM-Teilnehmer bestimmt.     | Australien wurde von der OFC zum WM-Teilnehmer bestimmt.     | Australien wurde von der OFC zum WM-Teilnehmer bestimmt.     | Australien wurde von der OFC zum WM-Teilnehmer bestimmt.     | Australien wurde von der OFC zum WM-Teilnehmer bestimmt.     |
| 2006 Details | Moorea (Tahiti)                                              |                                                              | Salomonen                                                    | 6:2                                                          | Vanuatu                                                      |                                                              | Tahiti                                                       | 12:4                                                         | Cookinseln                                                   |
| 2007 Details | Auckland (Neuseeland)                                        | Salomonen                                                    | 5:3                                                          | Vanuatu                                                      | Neuseeland                                                   | 5:3                                                          | Tahiti                                                       |                                                              |                                                              |
| 2008         | Die Salomonen wurden von der OFC zum WM-Teilnehmer bestimmt. | Die Salomonen wurden von der OFC zum WM-Teilnehmer bestimmt. | Die Salomonen wurden von der OFC zum WM-Teilnehmer bestimmt. | Die Salomonen wurden von der OFC zum WM-Teilnehmer bestimmt. | Die Salomonen wurden von der OFC zum WM-Teilnehmer bestimmt. | Die Salomonen wurden von der OFC zum WM-Teilnehmer bestimmt. | Die Salomonen wurden von der OFC zum WM-Teilnehmer bestimmt. | Die Salomonen wurden von der OFC zum WM-Teilnehmer bestimmt. | Die Salomonen wurden von der OFC zum WM-Teilnehmer bestimmt. |
| 2009 Details | Moorea (Tahiti)                                              |                                                              | Salomonen                                                    | 1:0                                                          | Vanuatu                                                      |                                                              | Tahiti                                                       | 6:3                                                          | Fidschi                                                      |
| 2011 Details | Papeete (Tahiti)                                             | Tahiti                                                       | 4:3                                                          | Salomonen                                                    | Fidschi                                                      | nur drei Teiln.                                              |                                                              |                                                              |                                                              |
| 2013 Details | Nouméa (Neukaledonien)                                       | Salomonen                                                    | 6:0                                                          | Neukaledonien                                                | Vanuatu                                                      | nur drei Teiln.                                              |                                                              |                                                              |                                                              |
| 2015         | Tahiti wurde von der OFC zum WM-Teilnehmer bestimmt.         | Tahiti wurde von der OFC zum WM-Teilnehmer bestimmt.         | Tahiti wurde von der OFC zum WM-Teilnehmer bestimmt.         | Tahiti wurde von der OFC zum WM-Teilnehmer bestimmt.         | Tahiti wurde von der OFC zum WM-Teilnehmer bestimmt.         | Tahiti wurde von der OFC zum WM-Teilnehmer bestimmt.         | Tahiti wurde von der OFC zum WM-Teilnehmer bestimmt.         | Tahiti wurde von der OFC zum WM-Teilnehmer bestimmt.         | Tahiti wurde von der OFC zum WM-Teilnehmer bestimmt.         |
| 2017         | Tahiti wurde von der OFC zum WM-Teilnehmer bestimmt.         | Tahiti wurde von der OFC zum WM-Teilnehmer bestimmt.         | Tahiti wurde von der OFC zum WM-Teilnehmer bestimmt.         | Tahiti wurde von der OFC zum WM-Teilnehmer bestimmt.         | Tahiti wurde von der OFC zum WM-Teilnehmer bestimmt.         | Tahiti wurde von der OFC zum WM-Teilnehmer bestimmt.         | Tahiti wurde von der OFC zum WM-Teilnehmer bestimmt.         | Tahiti wurde von der OFC zum WM-Teilnehmer bestimmt.         | Tahiti wurde von der OFC zum WM-Teilnehmer bestimmt.         |
| 2019 Details | Papeete (Tahiti)                                             |                                                              | Tahiti                                                       | 4:3                                                          | Salomonen                                                    |                                                              | Neukaledonien                                                | 8:7 n. V.                                                    | Vanuatu                                                      |
| 2021         | Tahiti wurde von der OFC zum WM-Teilnehmer bestimmt.         | Tahiti wurde von der OFC zum WM-Teilnehmer bestimmt.         | Tahiti wurde von der OFC zum WM-Teilnehmer bestimmt.         | Tahiti wurde von der OFC zum WM-Teilnehmer bestimmt.         | Tahiti wurde von der OFC zum WM-Teilnehmer bestimmt.         | Tahiti wurde von der OFC zum WM-Teilnehmer bestimmt.         | Tahiti wurde von der OFC zum WM-Teilnehmer bestimmt.         | Tahiti wurde von der OFC zum WM-Teilnehmer bestimmt.         | Tahiti wurde von der OFC zum WM-Teilnehmer bestimmt.         |
| 2023 Details | Papeete (Tahiti)                                             |                                                              | Tahiti                                                       | 7:0                                                          | Salomonen                                                    |                                                              | Fidschi                                                      | 12:0                                                         | Tonga                                                        |
| 2024 Details | Honiara (Salomonen)                                          |                                                              | Tahiti                                                       | 3:2                                                          | Salomonen                                                    |                                                              | Fidschi                                                      | 4:0                                                          | Papua-Neuguinea                                              |

### Rangliste
| Rang | Land            | Titel | Jahr(e)                | 2. Platz | 3. Platz | 4. Platz |
| ---- | --------------- | ----- | ---------------------- | -------- | -------- | -------- |
| 1    | Salomonen       | 4     | 2006, 2007, 2009, 2013 | 4        |          |          |
| 2    | Tahiti          | 4     | 2011, 2019, 2023, 2024 |          | 2        | 1        |
| 3    | Vanuatu         |       |                        | 3        | 1        | 1        |
| 4    | Neukaledonien   |       |                        | 1        | 1        |          |
| 5    | Fidschi         |       |                        |          | 3        | 1        |
| 6    | Neuseeland      |       |                        |          | 1        |          |
| 7    | Cookinseln      |       |                        |          |          | 1        |
|      | Tonga           |       |                        |          |          | 1        |
|      | Papua-Neuguinea |       |                        |          |          | 1        |